# Deathmetal (EP)
Título a ser usado para criar uma ligação interna é Deathmetal (EP).
D>E>A>T>H>M>E>T>A>L é o EP de estreia da banda britânica de indie rock Panchiko. Foi gravado e lançado pela própria banda entre 1999 e 2000, e contém quatro músicas com duração total de 18 minutos e 33 segundos. O EP foi criado de forma totalmente independente por Panchiko como uma demo, e apenas cerca de 30 cópias foram feitas, todas gravadas em CD-Rs.
D>E>A>T>H>M>E>T>A>L não recebeu nenhuma atenção do público, e o Panchiko se separou logo em seguida. Permaneceu na obscuridade até ser redescoberto por um usuário do 4chan em julho de 2016, conquistando um público cult. Os ex-integrantes da banda se reuniram e lançaram uma versão remasterizada do álbum em fevereiro de 2020.

## Antecedentes
Panchiko foi formada por um grupo de amigos do ensino médio em Nottingham, Inglaterra, no final da década de 1990. D>E>A>T>H>M>E>T>A>L foi gravado no quarto de um membro da banda entre 1999 e 2000, com o uso de equipamento barato e um gravador digital de oito canais. Após sua conclusão, Panchiko produziu cerca de 30 cópias de CD que foram enviadas principalmente para gravadoras e críticos musicais, mas o EP não recebeu praticamente nenhuma atenção e cairia na irrelevância. A banda mais tarde se separaria e os membros seguiriam em busca de empreendimentos individuais.
Apesar do nome, D>E>A>T>H>M>E>T>A>L não apresenta música death metal e, sonoramente, lembra indie rock ou shoegaze, e tem inspirações de Radiohead, Nirvana e Joy Division. Além disso, ele se baseia em influências de anime e cultura otaku. O vocalista Owain Davies apelidou o som do EP de "weeb Indietronica". A capa de D>E>A>T>H>M>E>T>A>L foi tirada de um painel da série de mangá Mint na Bokura, com a personagem sendo Miyu Makimura.

## Publicação e pesquisa do 4chan
hey hey
I picked this up because it looked interesting
I wasn't able to find any references to it, online, whatsoever. even with super obscure bands, you might expect to find some an old myspace page or mention in some forum.
does anybody recognise the album?
I half expected it to be noise pop or some vaporwave wankery. listening to it, now, track 1 is like hella lo fi shoegaze with noise panning back and forth.
this isn't some viral marketing bullshit. I'm just curious if anyone can shed some light on it and I'm slightly excited by the prospect of owning a rare album
peace

— Anônimo, post original no 4chan em 21 de julho de 2016
Em 21 de julho de 2016, um usuário do 4chan postou uma cópia de D>E>A>T>H>M>E>T>A>L; o usuário havia encontrado o CD em uma loja da Oxfam em Sherwood, Nottingham. O álbum, na época alegado ser uma mídia perdida, ganhou um leve cult de seguidores sem que os membros do Panchiko soubessem. Um esforço de busca pelos membros da banda também foi formado no 4chan. Grande parte da busca e da falta de informações se deveu ao fato de os membros não terem colocado seus sobrenomes na parte de trás do álbum.
Em 21 de janeiro de 2020, um membro da equipe de busca localizou com sucesso um perfil do Facebook pertencente ao vocalista do Panchiko e enviou uma mensagem: "Olá, você provavelmente nunca lerá isso, mas você é o vocalista do Panchiko?" Ao que Davies respondeu: "Sim". Davies, agora com quase 40 anos, desconhecia completamente a circulação do EP online. Ele imediatamente contatou Wright, que estava na Coreia do Sul; Wright então contatou Ferreday, que estava em Cambridge. Nenhum deles sabia da nova popularidade da banda. O baterista original John não estava mais em contato com a banda e seu paradeiro é atualmente desconhecido. Também não está claro se ele está ciente do status ou sucesso atual do Panchiko.

## Recepção crítica
D>E>A>T>H>M>E>T>A>L, após seu lançamento, não foi avaliado por nenhum grande crítico musical; as poucas críticas que o EP recebeu foram "não muito positivas". A única crítica positiva que o EP recebeu após seu lançamento foi de Simon Williams, dono da gravadora Fierce Panda, com sede em Londres.

## Reedição eD>E>L>U>X>E>M>E>T>A>L
Em 16 de fevereiro de 2020, Panchiko lançou uma reedição do EP com um total de 11 faixas. A reedição apresentou versões remasterizadas das quatro faixas originais, três novas músicas inéditas do EP inédito Kicking Cars e versões "R>O>T" das quatro músicas originais (versões das quatro faixas originais com o som de podridão do disco). Em 2 de outubro de 2020, Panchiko lançou D>E>L>U>X>E>M>E>T>A>L, outra reedição, exclusivamente por meio de sua página no Bandcamp. Junto com as faixas mencionadas anteriormente, ele também contém três demos das músicas de Kicking Cars (embora os lançamentos físicos desta reedição não contenham as versões rot das faixas originais do EP, tendo as faixas demo em vez disso). As primeiras 100 cópias de D>E>L>U>X>E>M>E>T>A>L foram autografadas por membros da banda.

## Faixas
Todas as faixas foram produzidas por Andy Wright e Owain Davies.
| N.º            | Título                     | Duração |  |
| 1.             | "D>E>A>T>H>M>E>T>A>L"      | 4:21    |  |
| 2.             | "Stabilisers for Big Boys" | 4:12    |  |
| 3.             | "Laputa"                   | 2:43    |  |
| 4.             | "The Eyes of Ibad"         | 6:57    |  |
| Duração total: | Duração total:             | 18:33   |  |

| Reedição de 2020 |                                         |         |  |
| N.º              | Título                                  | Duração |  |
| 5.               | "Cut"                                   | 4:53    |  |
| 6.               | "Sodium Chloride"                       | 2:43    |  |
| 7.               | "Kicking Cars"                          | 4:11    |  |
| 8.               | "D>E>A>T>H>M>E>T>A>L" (versão rot)      | 4:20    |  |
| 9.               | "Stabilisers for Big Boys" (versão rot) | 4:11    |  |
| 10.              | "Laputa" (versão rot)                   | 2:44    |  |
| 11.              | "The Eyes of Ibad" (versão rot)         | 7:01    |  |
| Duração total:   | Duração total:                          | 48:17   |  |

| D>E>L>U>X>E>M>E>T>A>L |                          |         |  |
| N.º                   | Título                   | Duração |  |
| 8.                    | "Cut" (demo)             | 4:10    |  |
| 9.                    | "Sodium Chloride" (demo) | 4:18    |  |
| 10.                   | "Kicking Cars" (demo)    | 3:46    |  |

## Créditos
- Owain Davies – vocais, guitarra, amostragem, engenharia, produção.
- Andy Wright – guitarra, sequenciamento, amostragem, engenharia, produção
- Shaun Ferreday – baixo, programação de baixo, efeitos
- John – bateria, sequenciamento